# 水力直径
水力直径（hydraulic diameter）常用:{\displaystyle D_{H}}表示，是一个处理非圆形管道内流动时的常用物理量，使用这一物理量可以使非圆形管道中的计算转化成圆形管道中的计算，便于求出雷诺数等数据。

## 定义
{\displaystyle D_{H}={\frac {4A}{P}}}
此处的A是管道的浸润横截面积，P是横截面的浸润周长。 
对于圆形的管道:
{\displaystyle A=\pi r^{2},P=2\pi r}
{\displaystyle D_{H}={\frac {4A}{P}}={\frac {4\pi r^{2}}{2\pi r}}=2r=D}
即水力直径等于管道直径。
对于环形的管道，其水力直径等于：
{\displaystyle D_{H}={\frac {4\cdot 0.25\pi (D_{o}^{2}-D_{i}^{2})}{\pi (D_{o}+D_{i})}}=D_{o}-D_{i}}
此处的D_o为管道外径，D_i为管道内径。
对于长方形的横截面，当其完全充满流体时，水力直径为：
{\displaystyle D_{H}={\frac {4HW}{2(H+W)}}={\frac {2HW}{H+W}}}
此处H是横截面的高度，W是横截面的寬度。
极限情况是横截面的宽度远远长于其高度，即W≫H, 可以得到
{\displaystyle D_{H}=2H}
即水力直径等于两倍的板间距。
流体部分充满时，若只有一半充满流体，则
{\displaystyle D_{H}={\frac {4HW}{2H+W}}}
极限情况是两块平行板之间的流体，此时横截面的宽度远远长于其高度，即W≫H, 可以得到
{\displaystyle D_{H}=4H}
即水力直径等于四倍的板间距。